# Церква святого Миколая (Сапогів)
Церква святого Миколая — чинна дерев'яна церква, пам'ятка архітектури національного значення (охоронний №649/1), у селі Сапогів Борщівського району Тернопільщини. Парафія належить до Борщівського благочиння Тернопільської єпархії Української православної церкви Київського патріархату

## Історія

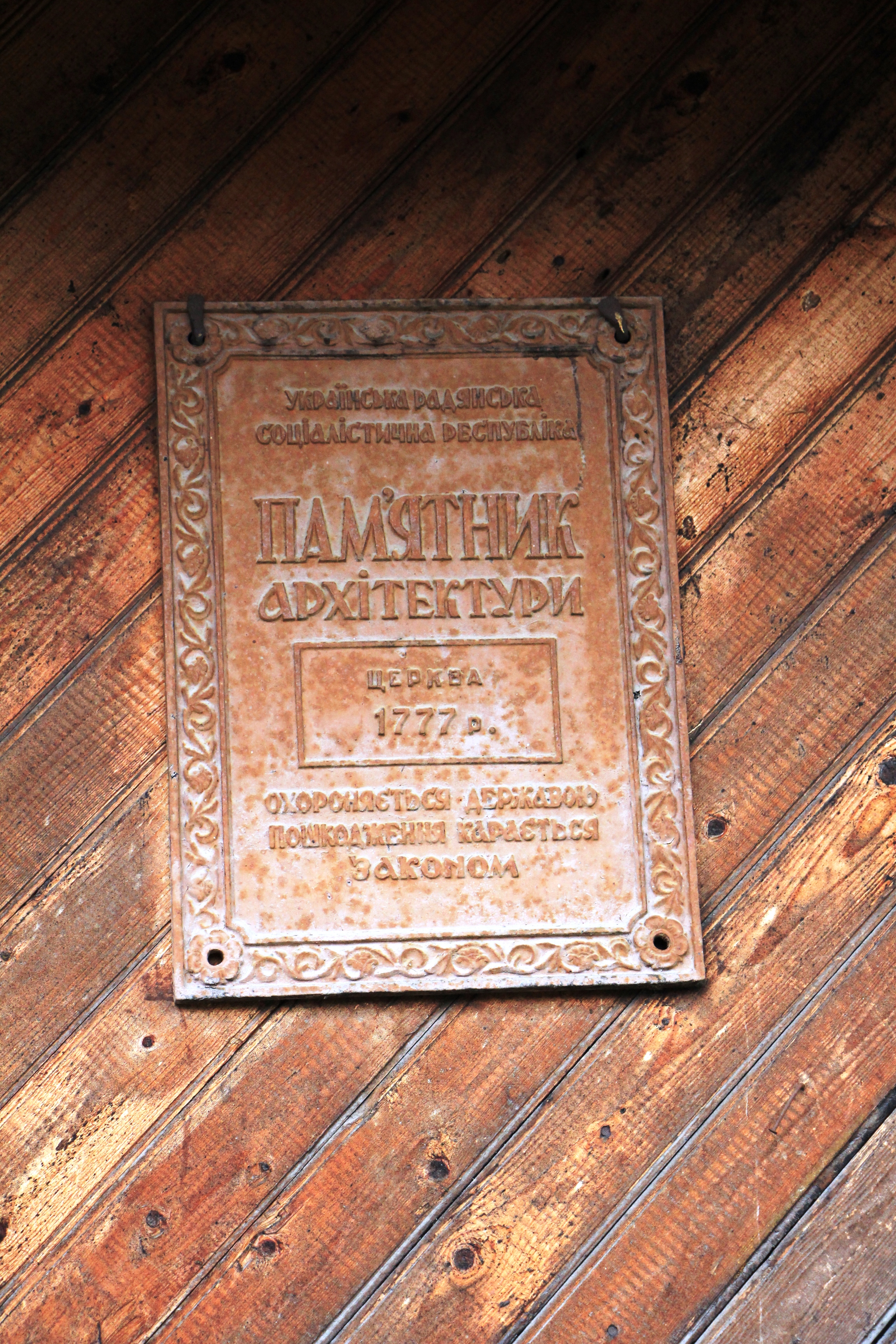

Будівництво церкви і дзвіниці датують 1777 роком. У 1883 році до вівтаря церкви прибудували кам'яну захристію, а до бабинця присінок.
У 1970-х роках церкву, пам'ятку архітектури національного значення, повністю реставрували.

## Архітектура
Церква дерев'яна, тризрубна, триверха. Бабинець, нава та вівтар мають форму, наближену до квадрата. Обсяги мають однакову висоту, кожен з них перекритий зімкнутим рубаним склепінням на глухому восьмерику, перехід до якого від четверика здійснено за допомогою плоских вітрил. Західна стіна апсиди і східна стіна бабинця переходять у восьмерик через невеликий залом. 
Архітектурну цінність має гонтове покриття, що є рідкісним на Тернопільщині. 
Поблизу церкви є дерев'яна дзвіниця, збудована без цвяхів. 
Дерев'яні церкви такого типу об'єднали у собі подільський та галицький стиль будування.

## Світлини

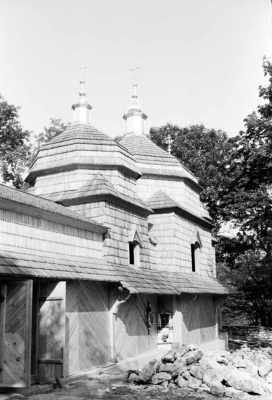
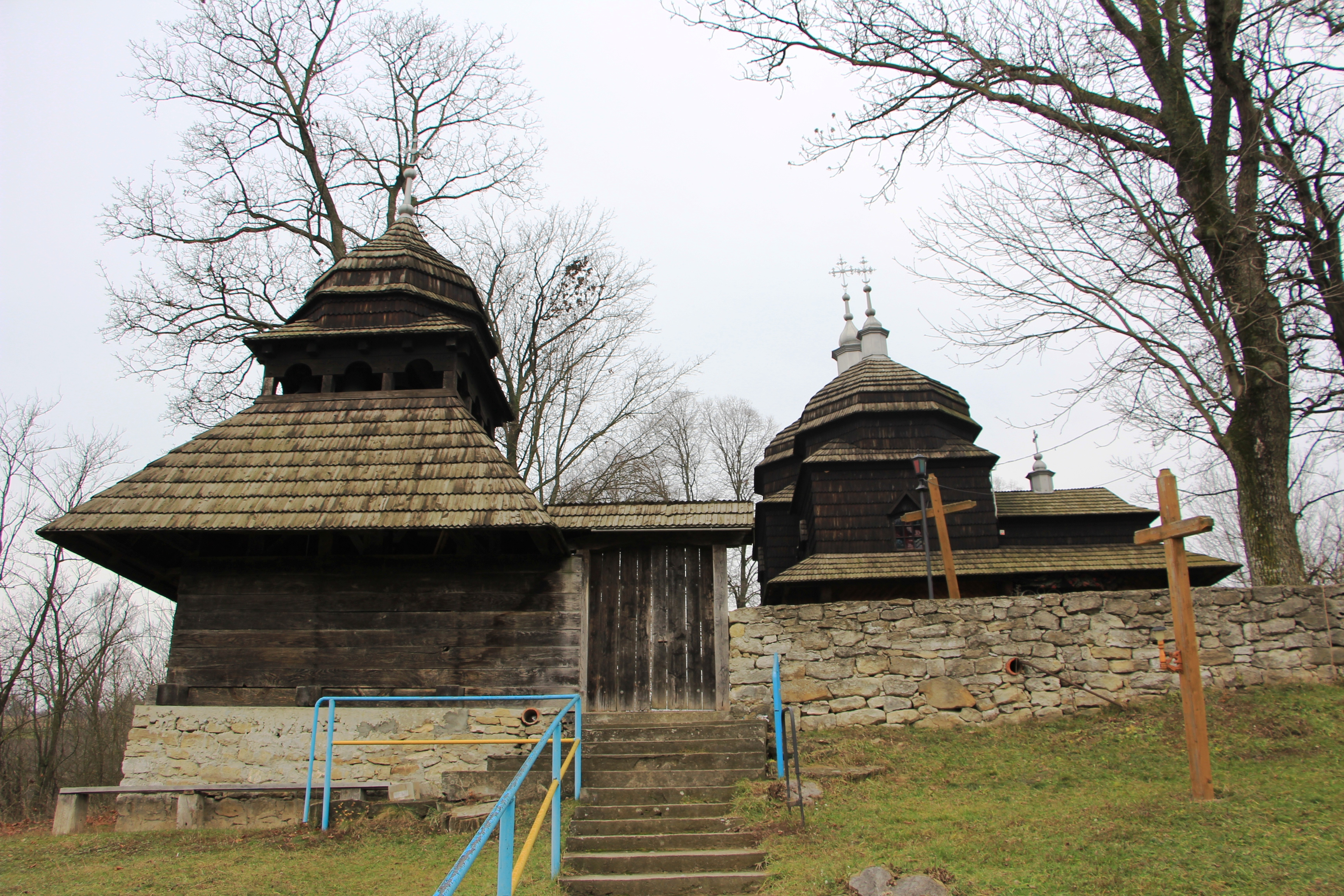
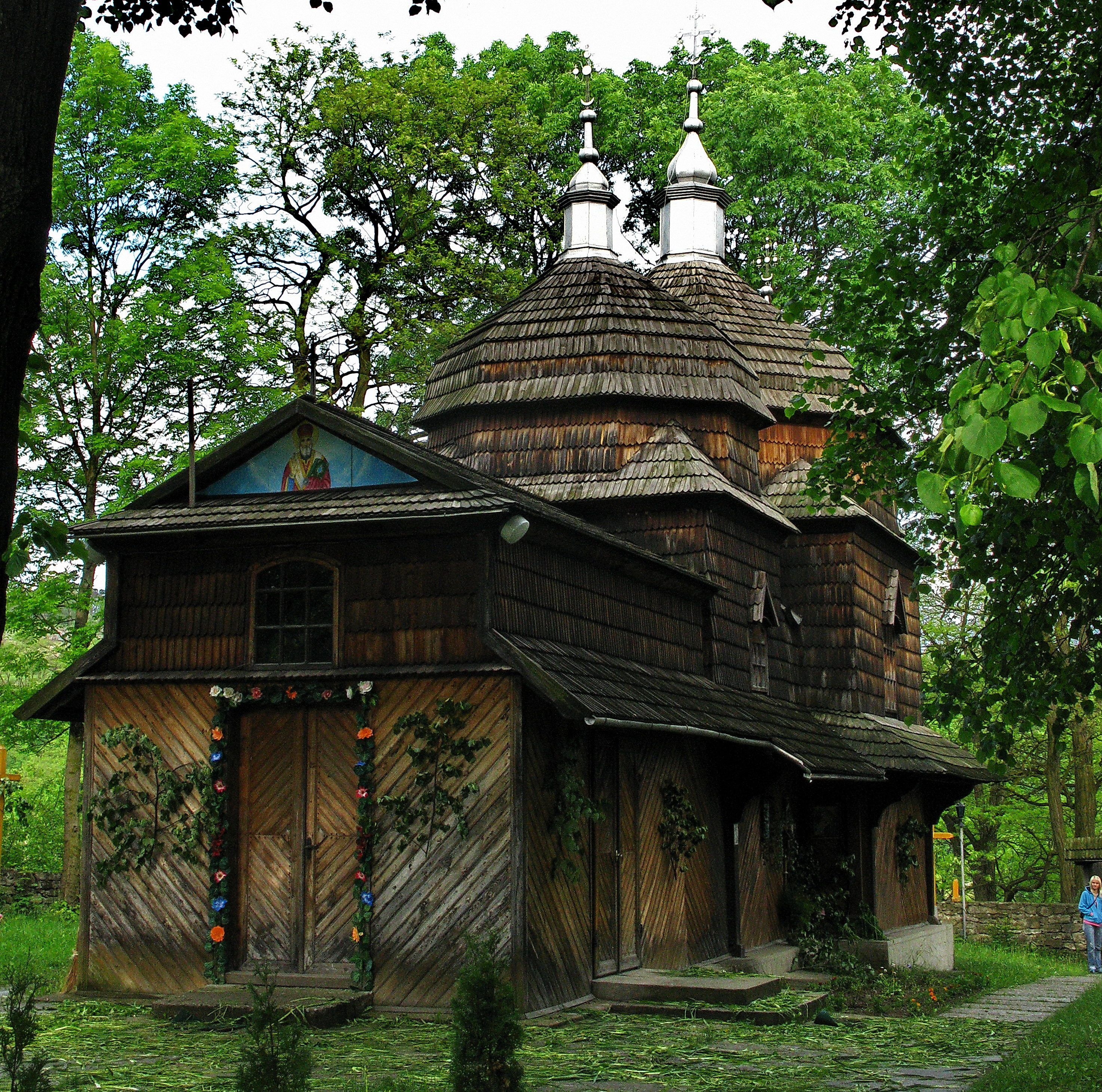
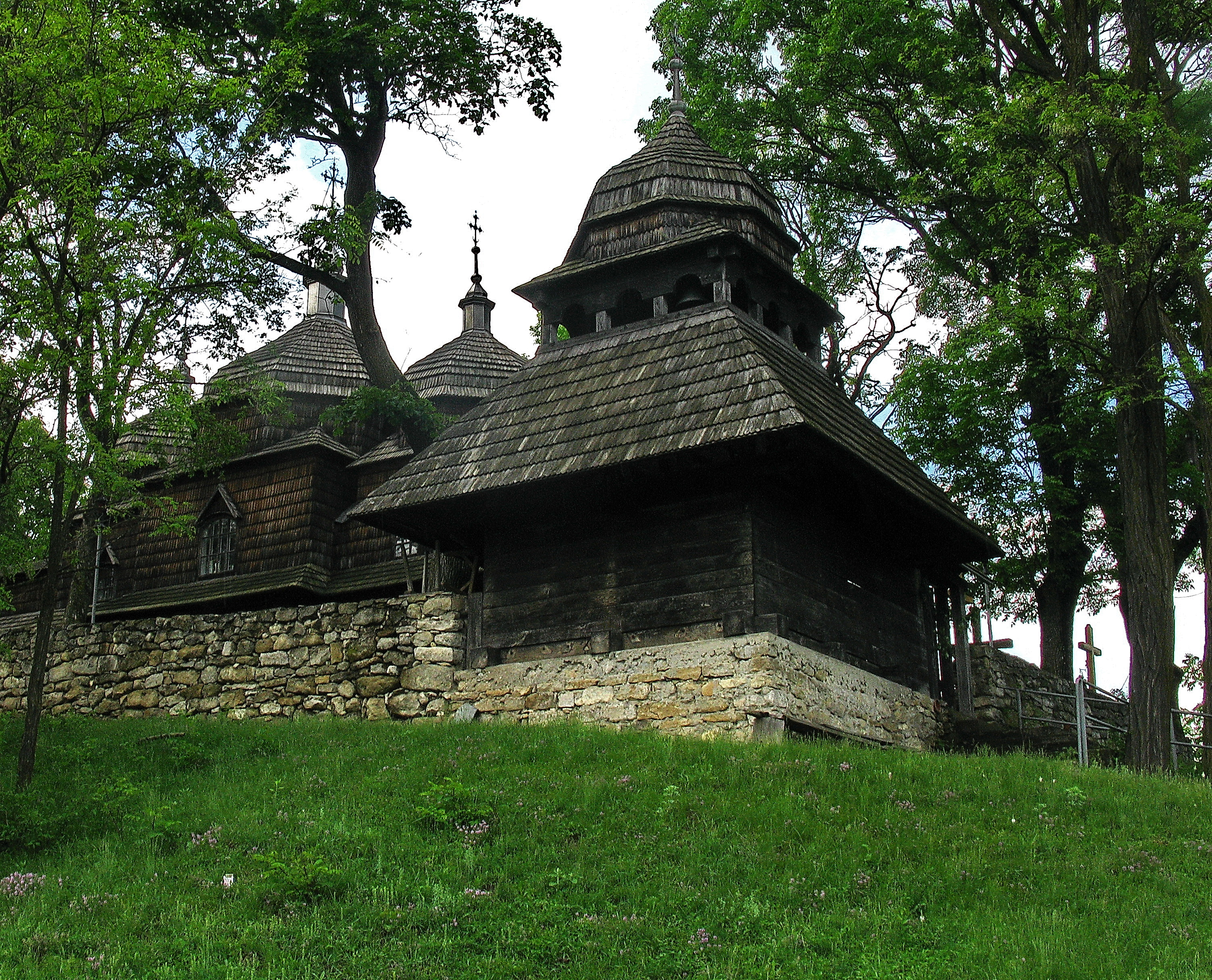

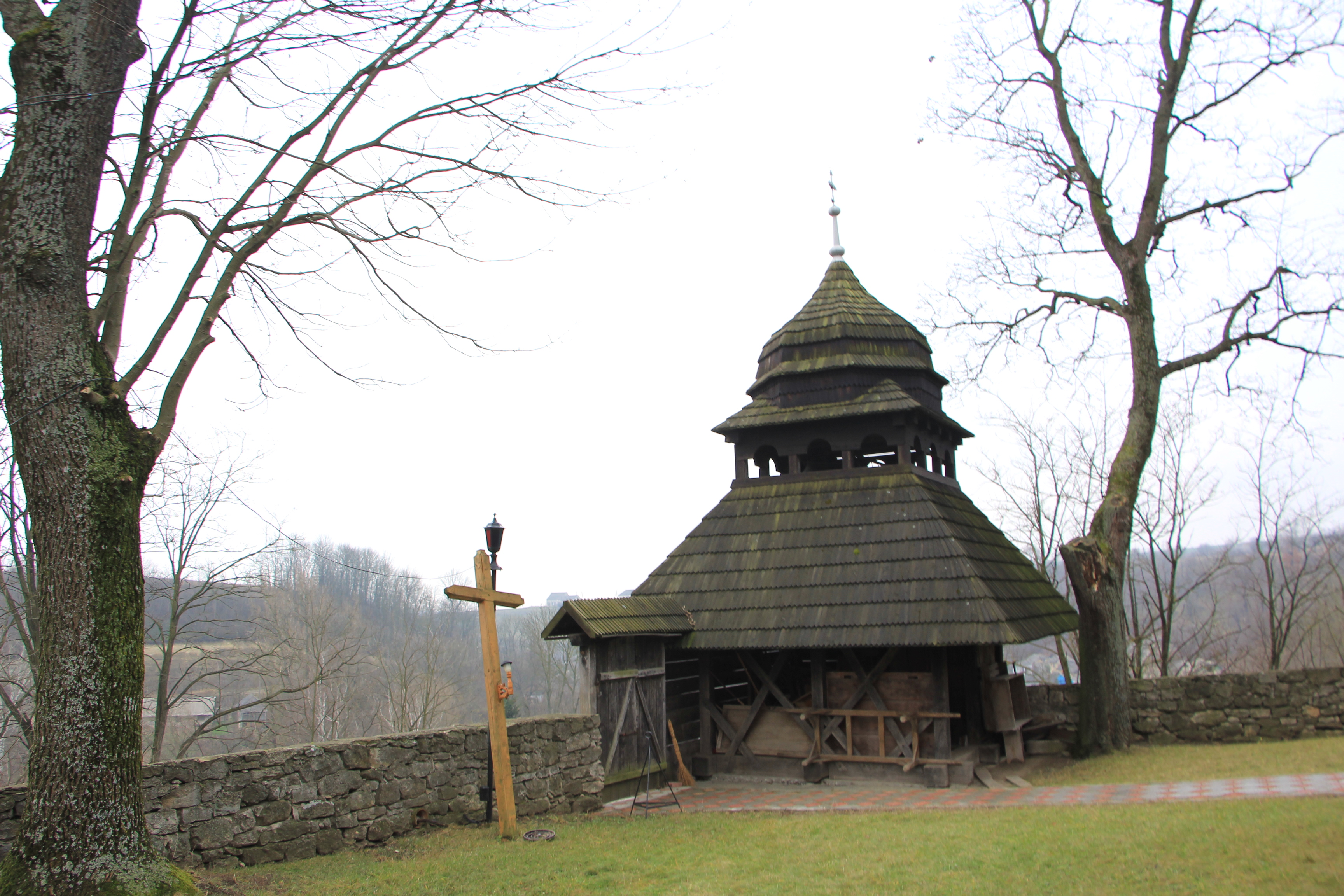
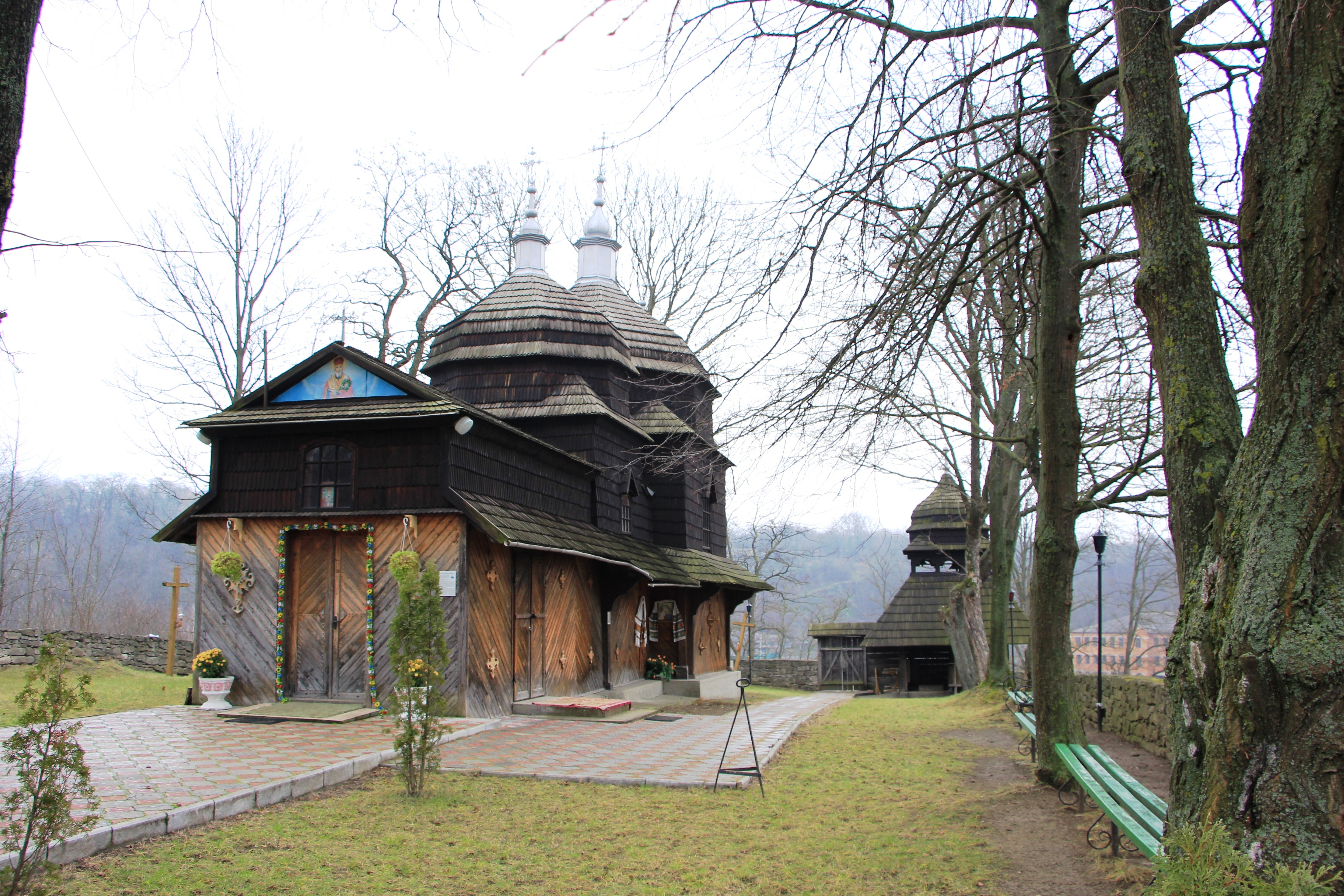
Файл:Сапогів4867.jpg